# Птолемей (син на Филип)
Вижте пояснителната страница за други личности с името Птолемей.
Птолемей (на старогръцки: Πτολεμαῖος, Ptolemaios), син на Филип, е македонски офицер на Александър Велики през IV век пр. Хр.
Птолемей е в Битката при Граник  през май 334 г. пр. Хр. командир (taxiarchos) на пехота, която с кавалерията (хетайри) на Сократ, първа пресича реката за нападение на противника. Това първо нападение е отблъстнато. 
Вероятно той е този офицер Птолемей, който след обсадата на Халикарнас става strategos на провинция Кария и през есента 333 г. пр. Хр. побеждава в битка персиеца Оронтобат. 